# John Stockton
John Houston Stockton, ameriški košarkar, * 26. marec 1962, Spokane, Washington, ZDA.
Stockton je bil leta 1984 kot 16. izbran na naboru lige NBA s strani kluba Utah Jazz, za katerega je igral vso svojo profesionalno kariero, med letoma 1984 in 2003. Velja za enega najboljših organizatorjev lige NBA vseh časov, drži tudi rekorda za največ podaj in ukradenih žog v karieri s precejšnjo razliko. Znana je bila njegova naveza pri Utah Jazzih s Karlom Malonom, ki mu je uspešno podajal žoge na centrski položaj, od koder je Malone dosegal koše. V letih 1992 in 1996 je z ameriško reprezentanco nastopil na poletnih olimpijskih igrah in obakrat osvojil naslov olimpijskega prvaka. 22. novembra 2004 so v klubu upokojili njegov dres s številko 12, pred dvorano Delta Centre pa odkrili njegov kip. Leta 2009 je bil sprejet v Košarkarski hram slavnih.